# ان‌جی‌سی ۴۳۳
ان‌جی‌سی ۴۳۳ (انگلیسی: NGC 433) یک خوشه باز در صورت فلکی ذات‌الکرسی است که در فاصله ۶۵۰۰ سال نوری از خورشید قرار دارد و در ۲۹ سپتامبر ۱۸۲۹ توسط جان هرشل کشف شد.